# John Notyngham
John Notyngham (falecido em 20 de dezembro de 1418) foi um cónego de Windsor de 1387 a 1389 e decano de Hastings.

## Carreira
Ele foi nomeado:
- Chanceler de Hereford 1384, 1386
- Prebendário de Lichfield 1387, 1397, 1398
- Prebendário de Colworth em Chichester 1397
- Prebendário de Chiswick em São Paulo 1406 - 1418
- Tesoureiro de York 1415
- Decano de Hastings

Ele foi nomeado para a quarta bancada na Capela de São Jorge, Castelo de Windsor, em 1387, e manteve a posição até 1389.